# La fábula de Orfeo
La fábula de Orfeo (título original en italiano: La favola d'Orfeo) o, abreviadamente, el Orfeo (L'Orfeo), es una favola in musica u ópera compuesta por un prólogo y cinco actos con música de Claudio Monteverdi y libreto en italiano de Alessandro Striggio el Joven. Se trata de una de las primeras obras que se catalogaron como ópera. Se basa en la leyenda griega de Orfeo y cuenta la historia de su descenso al Hades y su infructuoso intento de traer de vuelta a su novia muerta, Eurídice, al mundo de los vivos. Fue compuesta para los carnavales en Mantua y se estrenó en la Accademia degl'Invaghiti de la ciudad en febrero de 1607 y en el teatro de la corte de Mantua el 24 de febrero del mismo año. Se publicó en Venecia en 1609. En 1904, se reestrenó en una versión en concierto en París. En España, se vio por primera vez el 23 de junio de 1955, en Barcelona, en el Jardí dels Tarongers de la Casa Bartomeu.
En Florencia, en 1600, se celebró la boda de María de Médici y el rey Enrique IV de Francia, a la que asistieron Vicente Gonzaga, duque de Mantua y pariente de la esposa, y su corte. Allí tuvo lugar la representación de Euridice, de Jacopo Peri. Supuestamente, entre los asistentes se encontraba Claudio Monteverdi, miembro de la corte de Gonzaga. Debido al éxito de la obra de Peri, Gonzaga pidió a Monteverdi componer una ópera basada en el mismo mito y siguiendo el estilo musical de la escuela florentina.
A principios del siglo XVII, el intermedio tradicional, una secuencia musical entre los actos de una obra de teatro, estaba evolucionando hacia la forma de un drama musical u «ópera» completo. El Orfeo de Monteverdi sacó este proceso de su era experimental y proporcionó el primer ejemplo completamente desarrollado del nuevo género. Destaca por su poder dramático y su animada orquestación, aunque no está orquestada como tal; en la tradición renacentista, los instrumentistas seguían las instrucciones generales del compositor, pero se les daba una libertad considerable para improvisar. Monteverdi utilizó una plétora de instrumentos, poco usual para la época: violas, violines, flautas, oboes, cornetas, trompetas, trombones, claves, arpas y dos órganos pequeños. El Orfeo es uno de los primeros ejemplos de la asignación específica de ciertos instrumentos a ciertas partes; a pesar de que los compositores de la Escuela veneciana venían ejecutando esta práctica por casi dos décadas, con diferentes niveles de precisión, la instrumentación de esta obra es particularmente explícita. En su partitura publicada, Monteverdi enumeraba alrededor de 41 instrumentos que se desplegarían, con distintos grupos de instrumentos utilizados para representar escenas y personajes particulares. Así, las cuerdas, los clavecines y las flautas dulces representan los campos pastorales de Tracia con sus ninfas y pastores, mientras que los pesados metales ilustran el inframundo y sus habitantes. Monteverdi juntó la monodia acompañada con coros, conjuntos vocales renacentistas y con una orquesta de cuarenta instrumentos. Por tanto, esta obra, comparada con las de Peri y de Giulio Caccini, que habían sido los pioneros de la Camerata Florentina, es mucho más destacable tanto por su variedad como por su continuidad y por su interés musical. Para Peri y para Caccini, la ópera era, ante todo, literatura, por lo que la instrumentación no era tan importante.
Las óperas de Monteverdi se han catalogado como barrocas tempranas, o prebarrocas. Para el momento, la música del norte de Italia transitaba entre el estilo renacentista tardío y el barroco temprano, y compositores vanguardistas como Monteverdi combinaban las tendencias estilísticas que se utilizaban en los círculos musicales más importantes como Florencia, Venecia o Ferrara. Orfeo emplea todos los recursos entonces conocidos dentro del arte de la música, con un uso particularmente atrevido de la polifonía.
Orfeo puede considerarse una obra maestra de la historia de la música, porque consolida la ópera, que se desarrollaría mucho más durante el Barroco. Después de su representación inicial, la obra se representó nuevamente en Mantua y posiblemente en otros centros italianos en los años siguientes. Su partitura fue publicada por Monteverdi en 1609 y nuevamente en 1615. Después de la muerte del compositor en 1643, la ópera no se representó durante muchos años y quedó en gran parte olvidada hasta que un resurgimiento del interés a finales del siglo XIX condujo a una serie de ediciones y representaciones modernas. Al principio, estas representaciones tendían a ser versiones de concierto (sin escenificación) dentro de institutos y sociedades de música, pero después de la primera representación dramatizada moderna en París, en 1911, la obra comenzó a verse en los teatros. Después de la Segunda Guerra Mundial, se emitieron muchas grabaciones y la ópera se representó cada vez más en los teatros de ópera, aunque algunos locales punteros se resistieron. En 2007, el cuarto centenario del estreno se celebró con actuaciones en todo el mundo. 
Aunque es una de las más antiguas del repertorio, no está entre las más representadas. En las estadísticas de Operabase aparece la número 72 de las cien óperas más representadas en el período 2005-2010, siendo la vigesimonovena en Italia y la primera de Monteverdi, con 55 representaciones. Mientras que la Dafne de Jacopo Peri es generalmente reconocida como la primera obra en el género de la ópera y la ópera más antigua que se conserva es Euridice de Peri, La fábula de Orfeo es la más antigua que todavía se representa con regularidad.

## Contexto histórico

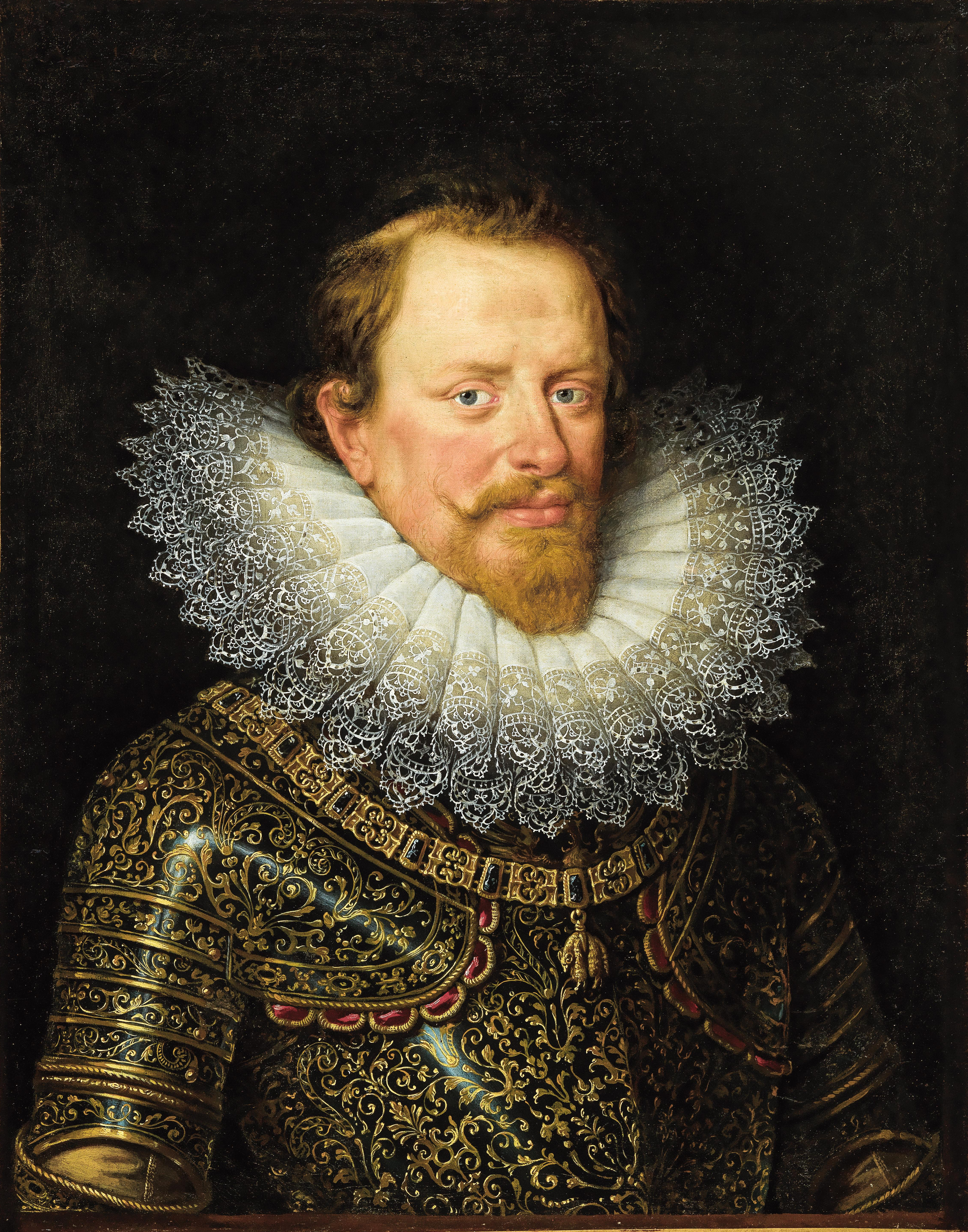
Vicente I Gonzaga de Mantua, empleador de Claudio Monteverdi.

Claudio Monteverdi, nacido en Cremona en 1567, fue un prodigio musical que estudió con Marc'Antonio Ingegneri, el maestro de capilla (jefe de música) en la catedral de Cremona. Después de formarse en canto, cuerdas y composición, Monteverdi trabajó como músico en Verona y Milán hasta que, en 1590 o 1591, consiguió un puesto como suonatore di vivuola (tocador de viola) en la corte del duque Vicente Gonzaga en Mantua. A través de la habilidad y el trabajo duro, Monteverdi se convirtió en el maestro della musica (maestro de música) de Gonzaga en 1601.
La particular pasión de Vicente Gonzaga por el teatro musical y el espectáculo surgió de las conexiones de su familia con la corte de Florencia. Hacia finales del siglo XVI, los innovadores músicos florentinos estaban desarrollando el intermedio —una forma de interludio musical establecida desde hace mucho tiempo que se inserta entre los actos de los dramas hablados— en formas cada vez más elaboradas. Liderados por Jacopo Corsi, estos sucesores de la renombrada Camerata fueron responsables de la primera obra generalmente reconocida como perteneciente al género de la ópera: Dafne, compuesta por Corsi y Jacopo Peri y representada en Florencia en 1598. Esta obra combina elementos de canto madrigal y monodia con baile y pasajes instrumentales para formar un todo dramático. Sólo existen fragmentos de su música, pero varias otras obras florentinas del mismo período —Rappresentatione di Anima, et di Corpo de Emilio de' Cavalieri, Eurídice de Peri y la obra homónima de Giulio Caccini— sobreviven completas. Estas dos últimas obras fueron las primeras de muchas representaciones musicales del mito de Orfeo tal como se relata en Las metamorfosis de Ovidio, y como tales fueron precursoras directas del Orfeo de Monteverdi.
La corte de Gonzaga tenía una larga historia de promoción del entretenimiento dramático. Un siglo antes de la época del duque Vincente, la corte había representado el drama lírico La favola di Orfeo de Angelo Poliziano, al menos la mitad de la cual era cantada en lugar de hablada. Más recientemente, en 1598, Monteverdi había ayudado al establecimiento musical de la corte a producir la obra Il pastor fido de Gian Battista Guarini, descrita por el historiador del teatro Mark Ringer como una «obra teatral decisiva» que inspiró la moda italiana por el drama pastoril. El 6 de octubre de 1600, mientras visitaba Florencia para la boda de María de Médici con el rey Enrique IV de Francia, el duque Vincente asistió al estreno de Eurídice de Peri. Es probable que sus principales músicos, incluido Monteverdi, también estuvieran presentes en esta actuación. El duque reconoció rápidamente la novedad de esta nueva forma de entretenimiento dramático y su potencial para brindar prestigio a quienes estaban dispuestos a patrocinarlo.

## Creación

### Libreto

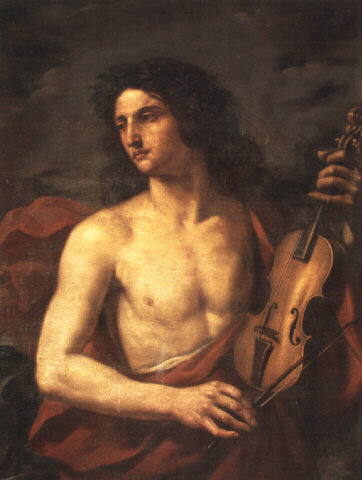
Orfeo con su viola, por Cesare Gennari.

Entre los presentes en el estreno de Eurídice de Jacopo Peri en octubre del año 1600 estaba un joven abogado y diplomático de carrera de la corte de los Gonzaga, Alessandro Striggio, hijo del bien conocido compositor del mismo nombre. El joven Striggio era él mismo un músico talentoso; cuando tenía 16 años, había tocado la viola en las festividades de la boda del duque Fernando de Toscana en 1589. Junto con los dos hijos pequeños del duque Vicente, Francisco y Fernando, era miembro de la exclusiva sociedad intelectual de Mantua, la Accademia degli Invaghiti, que proporcionó la salida principal para las obras teatrales de la ciudad. No está claro en qué momento Striggio comenzó su libreto para Orfeo, pero el trabajo ya lo había emprendido en enero de 1607. En una carta escrita el 5 de enero, Francisco Gonzaga le pedía a su hermano, entonces destinado en la corte florentina, que obtuviera los servicios de un castrato de alta calidad de entre el personal del Gran Duque, para una «obra con música» que se preparaba para el Carnaval de Mantua.
Las principales fuentes de Striggio para su libreto fueron los libros 10 y 11 de la Las metamorfosis de Ovidio y el libro cuarto de las Geórgicas de Virgilio. Estos le proporcionaron el material básico, pero no la estructura para un drama escénico; los acontecimientos de los Actos I y II están cubiertos por apenas trece versos en Las metamorfosis. Para ayudar a la creación de la forma dramática, Striggio recurrió a otras fuentes: la obra de Poliziano del año 1480, la de Guarini Il pastor fido y el libreto de Ottavio Rinuccini para la obra de Peri Eurídice. El musicólogo Gary Tomlinson señala las muchas similitudes entre los textos de Striggio y Rinuccini y señala que algunos de los discursos en el Orfeo «se corresponden estrechamente en contenido e incluso en locución a sus correspondientes en la Eurídice». La crítica Barbara Russano Hanning escribe que los versos de Striggio son menos sutiles que los de Rinuccini, aunque la estructura del libreto de Striggio es más interesante. Rinuccini, cuya obra había sido escrita para las festividades de una boda de los Médici, se vio obligado a alterar el mito para proporcionar un «final feliz», adecuado a la ocasión. En cambio, debido a que Striggio no estaba escribiendo para una celebración formal de la corte, podía ser más fiel al espíritu de la conclusión del mito, en el que Orfeo resulta muerto y desmembrado por enfurecidas ménades o «bacantes». De hecho, optó por escribir una versión algo atenuada de este sangriento final, en el que las bacantes amenazan con la destrucción de Orfeo, pero su destino final se deja envuelto en duda.
El libreto se publicó en Mantua en 1607 coincidiendo con el estreno e incorporó el ambiguo final de Striggio. Sin embargo, la partitura de Monteverdi publicada en Venecia en 1609 por Ricciardo Amadino muestra una resolución totalmente diferente, con Orfeo transportado a los cielos a través de la intervención de Apolo. Según Ringer, el final original de Striggio se usó casi con certeza en el estreno de la ópera, pero no hay duda de que Monteverdi creía que el final revisado era estéticamente correcto. El musicólogo Nino Pirrotta señala que el final de Apolo formaba parte del plan original para la obra, pero no se representó en el estreno debido a que la pequeña sala que albergó el evento no podía contener la maquinaria teatral que requería este final. La escena de las bacantes fue una sustitución; las intenciones de Monteverdi se restauraron cuando se eliminó esta restricción.

### Composición

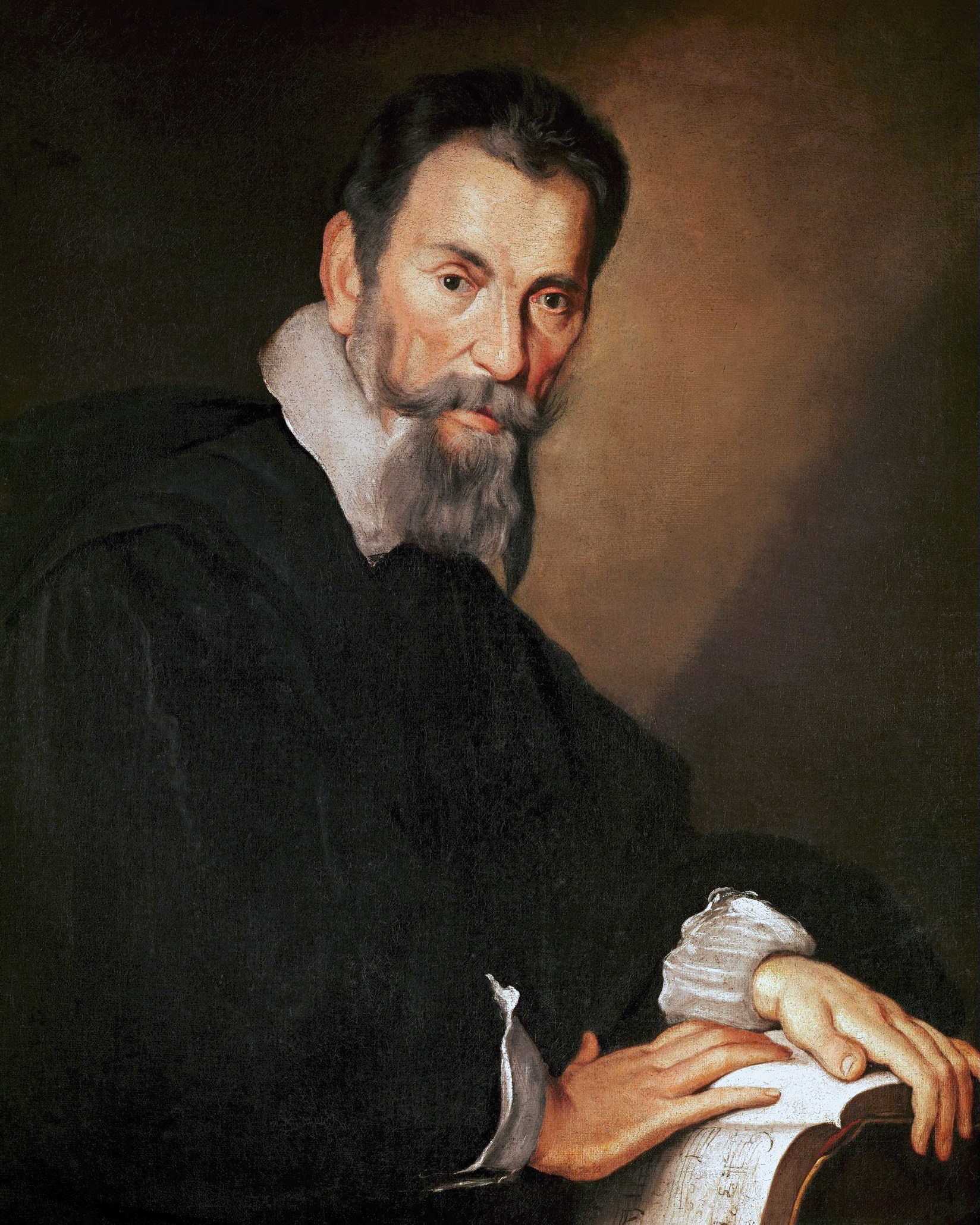
Retrato de Claudio Monteverdi, compositor de la música, por Bernardo Strozzi, c. 1630.

Cuando Monteverdi compuso la música para Orfeo tenía ya una sólida formación en música teatral. Había estado empleado en la corte de los Gonzaga durante dieciséis años, gran parte de ellos dedicados a interpretar o arreglar música escénica y en 1604 había escrito el ballo Gli amori di Diane ed Endimone para el Carnaval de Mantua de 1604-1605. Los elementos a partir de los cuales Monteverdi construyó la partitura de su primera ópera —el aria, la canción estrófica, el recitativo, los coros, las danzas, los interludios musicales dramáticos— no los creó él, como ha señalado el director Nikolaus Harnoncourt, pero «él mezcló todo ese conjunto de posibilidades nuevas y viejas en una unidad que era verdaderamente nueva». El musicólogo Robert Donington dice, de manera similar: «[La partitura] no contiene elemento alguno que no existiera antes, pero alcanza su completa madurez en esa forma recientemente desarrollada... Aquí hay palabras tan directamente expresadas en la música como [los pioneros de la ópera] querían que se expresaran; aquí está la música expresándolas... con la plena inspiración de un genio».
Monteverdi manifestó las exigencias orquestales al comienzo de su partitura publicada, pero de acuerdo con la práctica de la época no especificó su uso exacto. En aquella época era habitual permitir a cada intérprete de la obra libertad de tomar sus propias decisiones, basándose en las dotaciones orquestales a su disposición. Estas podían ser muy diferentes de un lugar a otro. Más aún, como señala Harnoncourt, los instrumentistas podían ser todos compositores y se esperaba de ellos que colaboraran creativamente en cada representación, más que limitarse a interpretar un texto prefijado. Otra práctica de la época era permitir a los cantantes embellecer sus arias. De algunas arias Monteverdi escribió una versión sencilla y otra ornamentada, como es el caso de «Possente spirito» de Orfeo, pero según Harnoncourt «es obvio que donde él no escribió adornos no quería que se cantase ninguno».
Cada acto de la ópera trata de un elemento individual de la historia y cada uno acaba con un coro. A pesar de la estructura en cinco actos, con dos conjuntos de cambios de escena, es probable que Orfeo se adecuara a la práctica estándar de los espectáculos cortesanos de la época y se interpretara como una entidad continua, sin intervalos o bajadas de telón entre los actos. Era costumbre en aquella época que los cambios de escena se produjeran a la vista del público y se reflejaban musicalmente a través de cambios en la instrumentación, el tono y el estilo.

## Argumento

### Prólogo
La acción tiene lugar en dos lugares contrastantes: los campos de Tracia (actos 1, 2 y 5) y el Inframundo (actos 3 y 4). Una tocata instrumental precede a la entrada de la Música, que representa el «espíritu de la música», que canta un prólogo de cinco estancias en verso. Después de una graciosa bienvenida a la audiencia, anuncia que puede, a través de dulces sonidos, «calmar todos los corazones atribulados». Canta un himno adicional al poder de la música, antes de presentar al protagonista principal del drama, Orfeo, quien «cautivó a las bestias salvajes con su canción».

### Acto primero

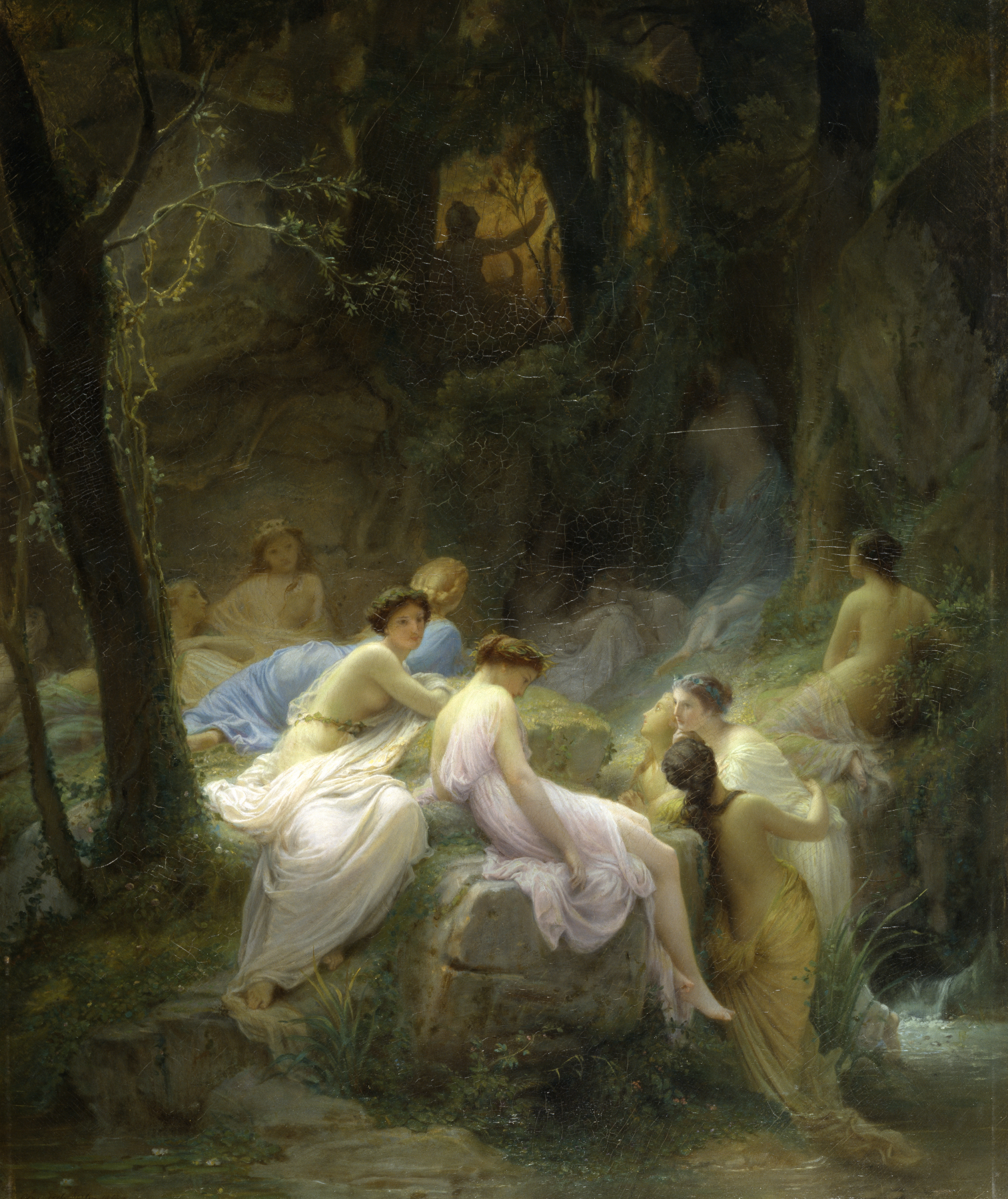
Ninfas escuchando las canciones de Orfeo (1853) de Charles Jalabert.

Después de la última solicitud de silencio de la Música, se levanta el telón en el primer acto para revelar una escena pastoral. En un prado en medio del campo, ninfas y pastores celebran con alegría el día esplendoroso en que se casarán el mítico cantor de la Tracia, Orfeo, y su amada, la ninfa Eurídice; cantan uno de los pasajes corales más representativos de la época, «Lasciate i monti». Actúan a la manera de un coro griego, comentando la acción tanto en grupo como individualmente. Un pastor anuncia que es el día de la boda de la pareja; el coro responde, primero en una majestuosa invocación («Ven, Himeneo, oh ven») y luego en una alegre danza («Deja las montañas, deja las fuentes»). Orfeo y Eurídice cantan sobre su amor mutuo antes de partir con la mayoría del grupo para la ceremonia de boda en el templo. En el escenario canta un breve coro, comentando cómo Orfeo solía ser uno «para quien los suspiros eran comida y el llanto bebida» antes de que el amor lo llevara a un estado de felicidad sublime.

### Acto segundo

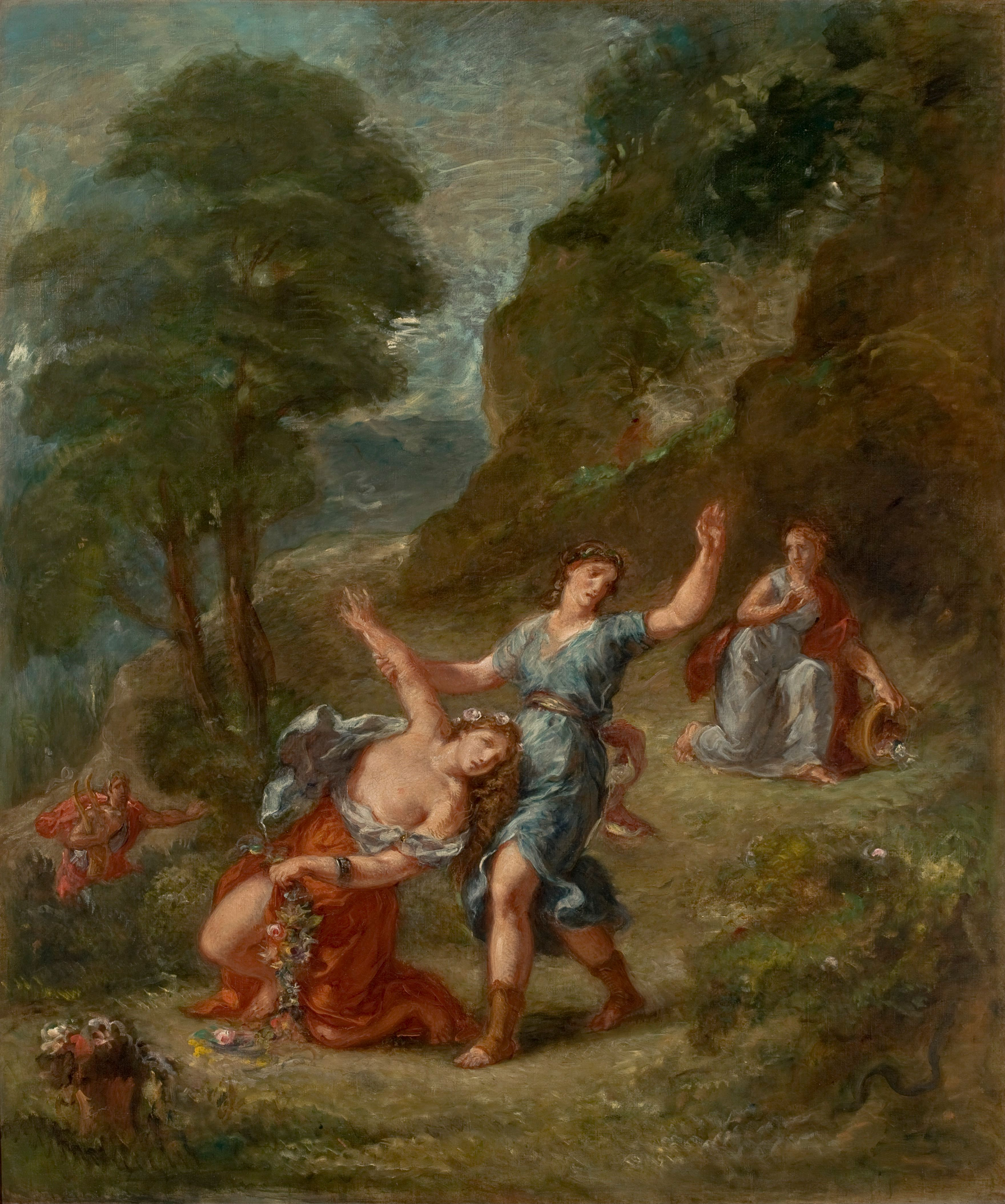
Eurídice mordida por una serpiente mientras recolectaba flores, por Eugène Delacroix.

Rodeado por los pastores, Orfeo entona un canto a la naturaleza y cuenta cómo corría por los sombríos bosques antes de haberse enamorado, donde proclama: «Después del dolor, uno está más contento, después del dolor, uno es más feliz»". La alegría se interrumpe abruptamente cuando llega la Mensajera, quién le anuncia a Orfeo que, mientras recolectaba flores, una serpiente mordió a su amada Eurídice, causándole la muerte. El coro expresa su angustia: «¡Ah, amargo acontecimiento, ah, destino impío y cruel!», mientras que la Mensajera se castiga a sí misma como portadora de malas noticias («Para siempre huiré, y en una caverna solitaria llevaré una vida conforme con mi dolor»). Orfeo, después de desahogar su dolor e incredulidad («¿Estás muerta, vida mía, y respiro?»), declara su intención de descender al Inframundo y persuadir a su gobernante para que permita que Eurídice vuelva a la vida. De lo contrario, dice: «Me quedaré contigo en la compañía de la muerte». Se marcha y el coro reanuda su lamento.

### Acto tercero
Orfeo llega a la laguna Estigia acompañado por la Esperanza, pero esta le anuncia que no puede llevarlo más allá porque vio grabado en la piedra el texto que cita a la Divina Comedia de Dante: «Abandonad toda esperanza los que entráis». Orfeo ahora se enfrenta al barquero Caronte, quien se dirige a Orfeo con dureza y se niega a llevarlo al otro lado del río Estigia. Orfeo intenta persuadir a Caronte cantándole una canción halagadora («Espíritu poderoso y divinidad poderosa»), y, aunque el barquero se conmueve con su música («Ciertamente me encantas, apaciguando mi corazón»), no le permite pasar, alegando que es incapaz de sentir piedad. Sin embargo, cuando Orfeo toma su lira y toca, Caronte se calma y se duerme. Aprovechando su oportunidad, Orfeo roba el bote del barquero y cruza el río, entrando en el Inframundo mientras un coro de espíritus infernales celebra al Hombre, esa criatura que no intenta ninguna empresa en vano, y contra el cual la Naturaleza no sabe armarse: «Ha domado el mar con maderas frágiles y desdeñado la furia de los vientos».

### Acto cuarto

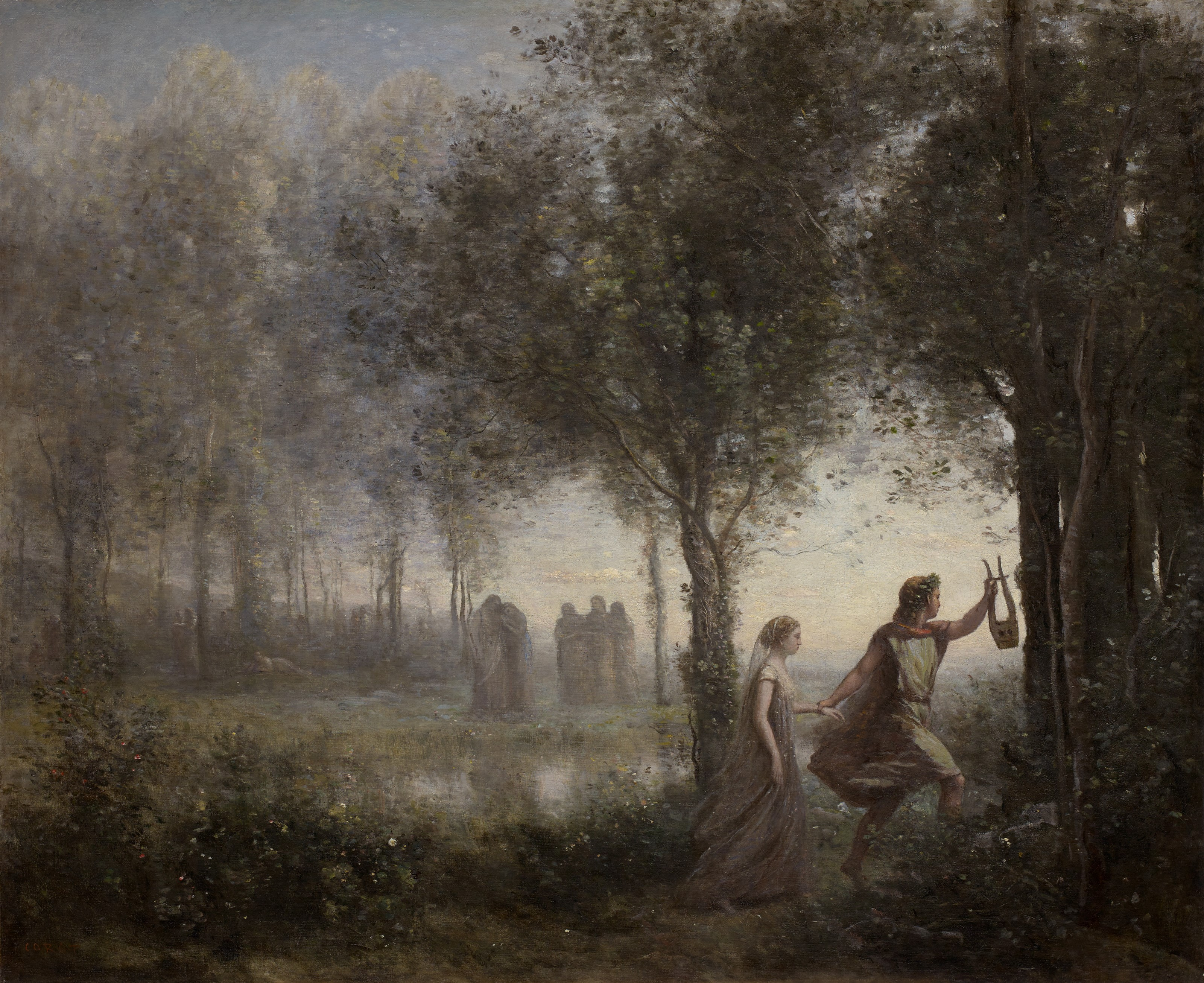
Orfeo guiando a Eurídice desde el Inframundo, por Jean-Baptiste-Camille Corot.

En el Inframundo, Proserpina, reina de Hades, que se ha visto profundamente emocionada por el canto de Orfeo, le ruega al rey Plutón, su marido, por la liberación de Eurídice. Conmovido por sus súplicas, Pluton accede con la condición de que, mientras conduce a Eurídice hacia el mundo, Orfeo no mire hacia atrás. Si lo hace, «una sola mirada lo condenará a la pérdida eterna». Entra Orfeo, conduciendo a Eurídice y cantando confiado que ese día descansará sobre el blanco regazo de su mujer. Pero mientras canta se cuela una nota de duda: «¿Quién me asegurará que ella me sigue?». Quizás, piensa, Plutón, movido por la envidia, ha impuesto la condición por despecho. De repente, distraído por una conmoción fuera del escenario, Orfeo mira a su alrededor; inmediatamente, la imagen de Eurídice comienza a desvanecerse. Un espíritu, ministro de Plutón, le amonesta: «Roto has la ley, e indigno eres de gracia». Ella canta, desesperadamente: «¿Me pierdes por demasiado amor?» y desaparece. Orfeo intenta seguirla, pero una fuerza invisible lo atrae y expulsa del infierno. El coro de espíritus canta que Orfeo: «Venció al infierno Orfeo y fue vencido por sus propias pasiones».

### Acto quinto
De vuelta en los campos de Tracia, Orfeo tiene un largo soliloquio en el que lamenta su pérdida, elogia la belleza de Eurídice y decide que su corazón nunca más será atravesado por la flecha de Cupido. Un eco fuera del escenario repite sus frases finales. De repente, en una nube, Apolo, dolido por el sufrimiento que aqueja a su hijo, desciende del Olimpo y lo reprende: «¿Por qué te entregas a ti mismo como presa de la ira y el dolor?» Invita a Orfeo a dejar el mundo y unirse a él en los cielos, donde reconocerá la semejanza de Eurídice en las estrellas. Orfeo responde que sería indigno no seguir el consejo de un padre tan sabio y juntos ascienden. Un coro de pastores concluye que «el que siembra en el sufrimiento cosechará el fruto de toda gracia», antes de que la ópera termine con una vigorosa morisca.

### Final del libreto original
En el libreto de Striggio de 1607, el soliloquio del quinto acto de Orfeo es interrumpido, no por la aparición de Apolo, sino por un coro de ménades o bacantes —mujeres salvajes y borrachas— que cantan sobre la «furia divina» de su maestro, el dios Baco. La causa de su ira es Orfeo y su renuncia a las mujeres; él no escapará de su ira celestial, y cuanto más tiempo los evade, más severo será su destino. Orfeo abandona la escena y su destino queda incierto, ya que las bacantes se dedican durante el resto de la ópera a cantar y bailar salvajemente en alabanza a Baco. La autoridad en música antigua Claude V. Palisca cree que los dos finales no son incompatibles; Orfeo podría evadir la furia de las bacantes y ser rescatado por Apolo. Sin embargo, esta alternativa termina en cualquier caso más cerca del mito clásico original, donde también aparecen las bacantes, pero se hace explícito que lo torturan hasta la muerte, seguido de un reencuentro como una sombra con Eurídice, pero sin apoteosis ni interacción. con Apolo.

## Personajes
En su personagi enumerado en la partitura de 1609, Monteverdi omite inexplicablemente a la Mensajera (Messaggera) e indica que el coro final de pastores que interpretan la morisca al final de la ópera es un grupo separado (che fecero la moresca nel fine). Hay poca información disponible sobre quién cantó los distintos papeles en la primera actuación. Una carta publicada en Mantua en 1612 registra que participó el distinguido tenor y compositor Francesco Rasi y generalmente se supone que cantó el papel principal. Rasi podía cantar tanto en el tenor como en el bajo «con un estilo exquisito... y un sentimiento extraordinario». La participación en el estreno de un castrato florentino, Giovanni Gualberto Magli, es confirmada por correspondencia entre los príncipes Gonzaga. Magli cantó el prólogo, Proserpina y posiblemente otro papel, ya fuera la Mensajera o la Esperanza. El musicólogo e historiador Hans Redlich asigna erróneamente a Magli el papel de Orfeo.
Una pista sobre quién interpretó a Eurídice está contenida en una carta de 1608 al duque Vicente. Se refiere a «aquel sacerdote pequeño que hacía el papel de Eurídice en el Orfeo del Príncipe Serenísimo». Este sacerdote fue posiblemente el padre Girolamo Bacchini, un castrato conocido por haber tenido conexiones con la corte de Mantua a principios del siglo XVII, aunque el experto en Monteverdi, Tim Carter, señala que en 1607 Bacchini ya había dejado el servicio de la corte de Mantua y, aunque posiblemente hubiera regresado como artista invitado, es plausible que otro individuo desconocido interpretara el papel. Además, especula que dos destacados tenores de Mantua, Pandolfo Grande y Francesco Campagnola, pudieron haber cantado papeles menores en el estreno.
Hay partes solistas para cuatro pastores y tres espíritus. Carter calcula que a través de la duplicación de papeles que permite el texto, se requiere un total de diez cantantes —tres sopranos, dos altos, tres tenores y dos bajos— para una actuación, con los solistas (excepto Orfeo) también formando el coro. Los dobles de roles sugeridos por Carter incluyen a la Música con Euridice, Ninfa con Proserpina y la Mensajera con la Esperanza.
| Personaje                                | Voice type                                                                         | Apariciones         | Notas                                              |
| ---------------------------------------- | ---------------------------------------------------------------------------------- | ------------------- | -------------------------------------------------- |
| La Música (Musica)                       | mezzosoprano castrato (en travesti)                                                | Prólogo             |                                                    |
| Orfeo                                    | tenor o barítono alto                                                              | Actos 1, 2, 3, 4, 5 |                                                    |
| Eurídice                                 | mezzosoprano castrato (en travesti)                                                | Actos 1, 4          |                                                    |
| La Mensajera (Messaggera)                | mezzosoprano castrato (en travesti)                                                | Acto 2              | Llamada en el libreto «Silvia»                     |
| La Esperanza (Speranza)                  | mezzosoprano castrato (en travesti)                                                | Acto 3              |                                                    |
| Caronte                                  | bajo                                                                               | Acto 3              |                                                    |
| Proserpina                               | mezzosoprano castrato (en travesti)                                                | Acto 4              |                                                    |
| Plutón                                   | bajo                                                                               | Acto 4              |                                                    |
| Apolo                                    | tenor                                                                              | Acto 5              |                                                    |
| Ninfa                                    | mezzosoprano castrato (en travesti)                                                | Acto 1              |                                                    |
| Eco                                      | tenor                                                                              | Acto 5              |                                                    |
| Ninfas y pastores (Ninfe e pastori)      | mezzosopranos castrati (en travesti), castrati altos (en travesti), tenores, bajos | Actos 1, 2, 5       | Solistas: castrato alto (en travesti), dos tenores |
| Espíritus infernales (Spiriti infernali) | tenores, bajos                                                                     | Actos 3, 4          | Solistas: dos tenores, un bajo                     |

## Análisis musical

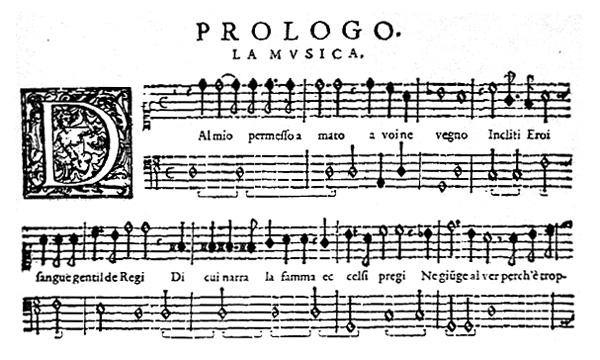
Pentagramas de la música del prólogo, publicada en Venecia en 1609 por Ricciardo Amadino.

La fábula de Orfeo es, según el análisis de Redlich, el producto de dos épocas musicales. Combina elementos del estilo madrigal tradicional del siglo XVI con los del modo florentino emergente, en particular el uso del canto recitativo y monódico desarrollado por la Camerata y sus sucesores. En este nuevo estilo, el texto domina la música; mientras que las sinfonias y los ritornelli instrumentales ilustran la acción, la atención del público siempre se dirige principalmente a las palabras. Se requiere que los cantantes hagan más que producir sonidos vocales agradables; deben representar a sus personajes en profundidad y transmitir las emociones apropiadas.
El estilo recitativo de Monterverdi está influido por el de Peri, en Eurídice, aunque en Orfeo el recitativo es menos preponderante de lo que era habitual en la música dramática de la época. Representa menos de una cuarta parte de la música del primer acto, alrededor de un tercio de los actos segundo y tercero, y un poco menos de la mitad en los dos actos finales.
La importancia de Orfeo no es que fuera la primera obra de este tipo, sino que fue el primer intento de aplicar todos los recursos del arte de la música, tal como evolucionó entonces, al naciente género de la ópera. En particular, Monteverdi hizo audaces innovaciones en el uso de la polifonía, de la que Palestrina había sido el principal exponente. En Orfeo, Monteverdi extiende las reglas, más allá de las convenciones que los compositores polifónicos, fieles a Palestrina, habían considerado antes sacrosantas. Monteverdi no fue un orquestador en el sentido generalmente entendido; Ringer encuentra que es el elemento de improvisación instrumental lo que hace de cada interpretación de una ópera de Monteverdi una «experiencia única y separa su trabajo del canon operístico posterior».
La ópera comienza con una tocata para trompetas de sonido marcial que se repite dos veces. Cuando se toca con instrumentos de viento de época, el sonido puede resultar sorprendente para el público moderno; Redlich lo califica como «demoledor». Tales florituras eran la señal estándar para el comienzo de las representaciones en la corte de Mantua; el coro de apertura de las Vísperas de la beata Virgen de 1610 de Monteverdi, también compuesta para la corte de Gonzaga, emplea la misma fanfarria. La tocata actuaba como un saludo al duque; según Donington, si no se hubiera escrito, el precedente habría requerido que se improvisara. A medida que el sonido de los metales de la tocata se desvanece, es reemplazado por el tono más suave del ritornello de cuerdas que introduce el prólogo de la Música. El ritornello se repite en forma abreviada entre cada uno de los cinco versos del prólogo y en su totalidad después del verso final. Su función dentro de la ópera en su conjunto es representar el «poder de la música»; como tal, se escucha al final del segundo acto y, nuevamente, al comienzo del acto quinto, uno de los primeros ejemplos de un leitmotiv operístico. Está estructurado temporalmente como un palíndromo y su forma de variaciones estróficas permite a Monteverdi moldear cuidadosamente el tiempo musical con fines expresivos y estructurales en el contexto de la seconda pratica.
Tras el prólogo, sigue el primer acto en forma de idilio pastoril. Dos coros, uno solemne y otro jovial, se repiten en orden inverso alrededor del canto de amor central «Rosa del ciel» («Rosa de los cielos»), seguido de los cantos de alabanza de los pastores. El estado de ánimo optimista continúa en el acto segundo, con canciones y música de baile influenciadas, según Harnoncourt, por la experiencia de Monteverdi con la música francesa. La repentina entrada de la Mensajera con la triste noticia de la muerte de Eurídice, y la confusión y el dolor que siguen, se reflejan musicalmente por ásperas disonancias y la yuxtaposición de claves. La música permanece en este tono hasta que el acto termina con el ritornello de la Música, un indicio de que el «poder de la música» todavía puede lograr un triunfo sobre la muerte. Las instrucciones de Monteverdi al concluir el acto son que los violines, el órgano y el clavecín se silencien y que la música sea retomada por los trombones, las cornetas y el regal, mientras la escena cambia al Inframundo.
La pieza central del tercer acto, quizás de toda la ópera, es el aria extendida de Orfeo «Possente spirto e formidabil nume» («Espíritu poderoso y divinidad formidable»), mediante la cual intenta persuadir a Caronte para que le permita entrar en el Hades. Los adornos vocales y el acompañamiento virtuoso de Monteverdi proporcionan lo que Carter describe como «una de las representaciones visuales y auditivas más convincentes» en la ópera temprana. El color instrumental lo proporcionan un chitarrone, un órgano de tubos, dos violines, dos cornetas y un arpa doble. Este conjunto, según el historiador y analista de la música John Whenham, pretende sugerir que Orfeo está aprovechando todas las fuerzas disponibles de la música para respaldar su alegato. En el acto cuarto, la frialdad impersonal del Inframundo es rota por la calidez del canto de Proserpina en nombre de Orfeo, calidez que se conserva hasta el momento dramático en el que Orfeo «mira hacia atrás». Los fríos sonidos de la sinfonia del comienzo del tercer acto recuerdan que el Inframundo, después de todo, está completamente desprovisto de sentimientos humanos. El breve acto final, que ve el rescate y la metamorfosis de Orfeo, está enmarcado por la aparición final del ritornello de la Música y la animada morisca que cierra la ópera. Este baile, afirma Ringer, recuerda las gigas que se bailaban al final de las tragedias de Shakespeare y proporciona un medio para llevar a la audiencia de regreso a su mundo cotidiano, «tal como la tocata los había llevado a otro reino unas dos horas antes. La toccata y la morisca unen la realidad cortesana con la ilusión operística».

### Instrumentación

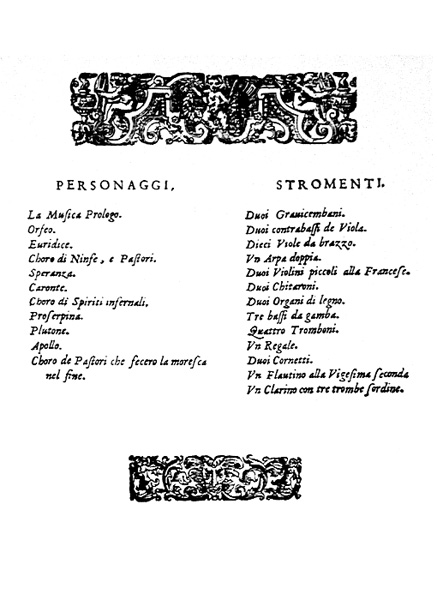
Partitura de 1609: la lista de instrumentos que escribió Monteverdi está a la derecha.

Para poder analizarlo, la investigadora Jane Glover divide la lista de instrumentos de Monteverdi en tres grupos principales: cuerdas, metales y continuo, con una serie de elementos adicionales que no son de fácil clasificación. El grupo de cuerdas está formado por diez miembros de la familia del violín (viole da brazzo), dos contrabajos (contrabassi de viola), y dos violines pochette (violini piccoli alla francese). Las viole da brazzo están en dos grupos de cinco componentes cada uno, dos violines, dos violas y un violonchelo. El grupo de metales contiene cuatro o cinco trombones (sacabuches), tres trompetas y dos cornetas. Los instrumentos que realizan el continuo son dos clavecines (duoi gravicembani), un arpa doble (arpa doppia), dos o tres tiorbas, dos órganos de tubos (organi di legno), tres violas da gamba graves y un regal o pequeño órgano de caña. Aparte de estos conjuntos hay dos flautas dulces (flautini alla vigesima secunda) y, posiblemente, uno o más cistros —no incluidos en la lista por Monteverdi, pero sí en las instrucciones en relación con el final del Acto IV. Utilizaba la flauta para acompañar la melodía.
Instrumentalmente, los dos mundos representados dentro de la ópera están retratados de una forma distintiva. El mundo pastoral de los campos de Tracia está representado por las cuerdas, los clavecines, el arpa, los órganos, las flautas dulces y las tiorbas. El resto de los instrumentos, principalmente metales, se asocian al Inframundo, aunque no hay una distinción absoluta; las cuerdas aparecen en algunas ocasiones en las escenas del Hades. Dentro de este orden general, los instrumentos o combinaciones específicas se usan para acompañar algunos de los personajes principales —Orfeo por el arpa y el órgano, los pastores por el clavecín y la tiorba, los dioses del Inframundo por trombones y el regal. Todas estas distinciones y caracterizaciones musicales estaban conformes con las tradiciones establecidas de la orquesta renacentista, de las que el gran conjunto de Orfeo es típico.
Monteverdi instruye a sus intérpretes en general para que «[interpreten] la obra tan simple y correctamente como sea posible, y no con muchos pasajes o ejecuciones floridas». Se aconseja a quienes tocan instrumentos de ornamentación como cuerdas y flautas «tocar noblemente, con mucha invención y variedad», pero les advierte que no exageren, porque entonces «no se oye más que caos y confusión, ofensiva para el oyente». Puesto que no hay un momento en que toquen los instrumentos todos juntos, el número de intérpretes requeridos es inferior al número de instrumentos. Harnoncourt indica que en época de Monteverdi la cantidad de intérpretes y cantantes juntos, y las pequeñas salas en las que se tocaba, a menudo significaban que la audiencia a duras penas superaba al número de intérpretes.
Tres de los instrumentos utilizados en la interpretación original de La fábula de Orfeo han tenido resurgimientos recientes: el cornetto (generalmente emparejado con sacabuches), el arpa doble (un arpa de varias cuerdas con sostenidos y bemoles) y el regal (un órgano con tubos de caña de longitud fraccionaria). El color instrumental fue ampliamente utilizado en situaciones dramáticas específicas durante el siglo XVII: en particular, el regal se asociaba con el Hades.

## Recepción e historial de interpretaciones

### Estreno y primeras actuaciones

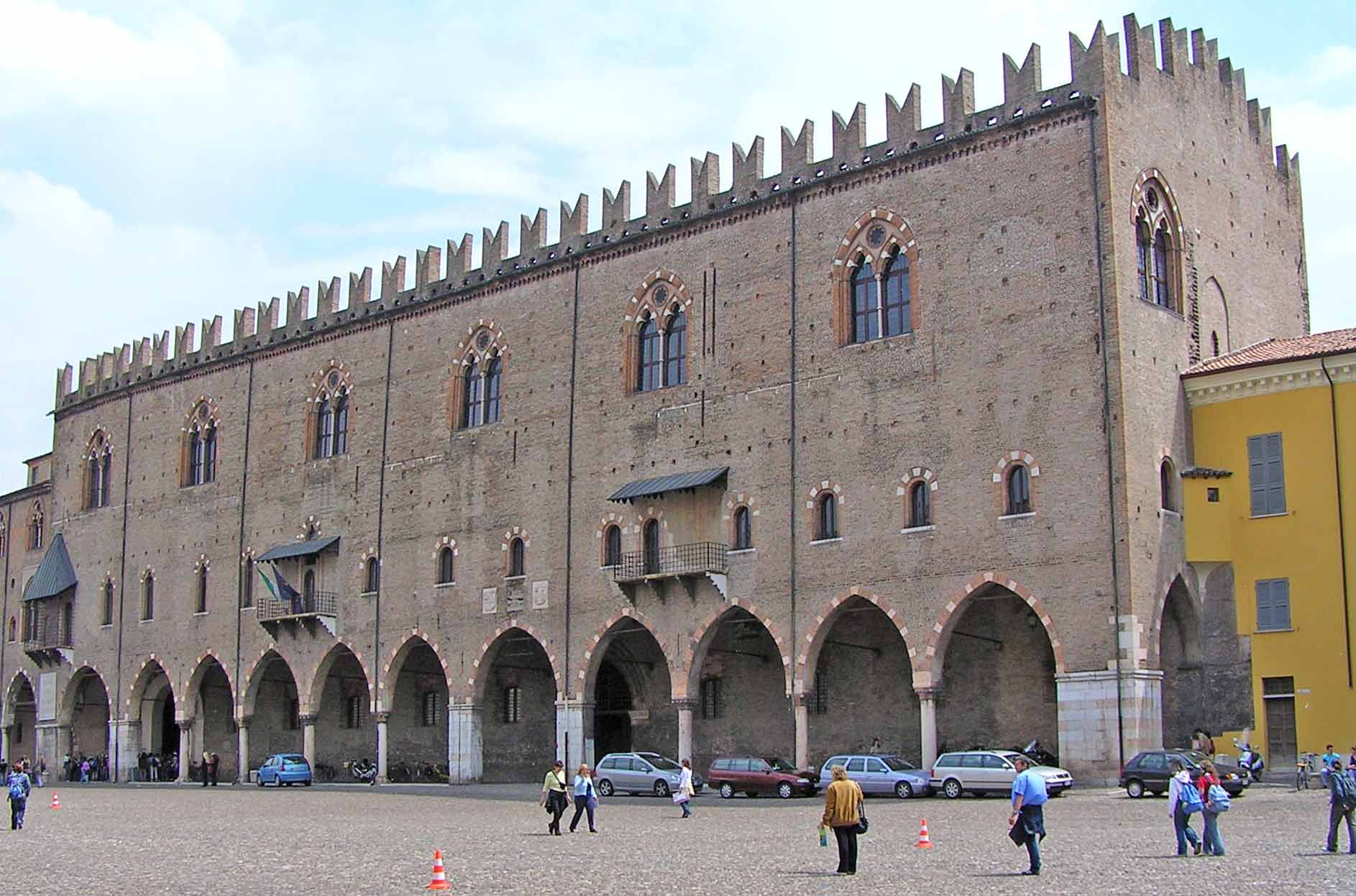
El Palacio Ducal de Mantua, donde se estrenó la obra en 1607.

La fecha del estreno de La fábula de Orfeo, 24 de febrero de 1607, se evidencia en dos cartas, ambas fechadas el 23 de febrero. En la primera, Francisco Gonzaga le informa a su hermano que «mañana se representará la obra musical»; está claro por la correspondencia anterior que se refiere a Orfeo. La segunda carta es de un funcionario de la corte de Gonzaga, Carlo Magno, y da más detalles: «Mañana por la noche, el Serenísimo Señor el Príncipe patrocinará una [obra] en una habitación de los apartamentos que la Serenísima Señora tenía el uso de... debería ser muy inusual, ya que todos los actores deben cantar sus partes». La «Serenísima Señora» es la hermana viuda del duque Vincente, Margarita Gonzaga d'Este, que vivía en el Palacio Ducal. La sala del estreno no se puede identificar con certeza; según Ringer, pudo haber sido la Galleria dei Fiumi, que tiene las dimensiones para acomodar un escenario y una orquesta con espacio para una pequeña audiencia.
No hay un relato detallado del estreno, aunque Francisco escribió el 1 de marzo que la obra «había sido de gran satisfacción para todos los que la escucharon» y había complacido especialmente al duque. El teólogo y poeta de la corte de Mantua, Cherubino Ferrari, escribió que: «Tanto el poeta como el músico han representado las inclinaciones del corazón con tanta habilidad que no podría haberlo hecho mejor... La música, observando la debida propiedad, sirve a la poesía tan bien que nada más hermoso se escucha en ninguna parte». Después del estreno, el duque Vincente ordenó una segunda función para el 1 de marzo; se planeó una tercera actuación para coincidir con una visita de estado propuesta a Mantua por el duque de Saboya. Francisco escribió al duque de Toscana el 8 de marzo, preguntándole si podía retener los servicios del castrato Magli durante un poco más de tiempo. Sin embargo, la visita fue cancelada, al igual que la actuación de celebración.
Hay sugerencias de que en los años posteriores al estreno, Orfeo pudo haber sido representada en Florencia, Cremona, Milán y Turín, aunque la evidencia más firme sugiere que la obra atrajo un interés limitado más allá de la corte de Mantua. Es posible que Francisco hubiera montado una producción en Casale Monferrato, donde fue gobernador, para el Carnaval de 1609-1610, y hay indicios de que la obra se representó en varias ocasiones en Salzburgo entre 1614 y 1619, bajo la dirección de Francesco Rasi. Años más tarde, durante el primer florecimiento de la ópera veneciana en 1637-1643, Monteverdi eligió revivir allí su segunda ópera, L'Arianna, pero no La fábula de Orfeo. Hay alguna evidencia de actuaciones poco después de la muerte de Monteverdi: en Ginebra en 1643 y en París, en el Louvre, en 1647. Aunque según Carter, la obra todavía era admirada en todo el mundo. Italia en la década de 1650, posteriormente fue olvidada, al igual que Monteverdi en gran medida, hasta que resurgió el interés por sus obras a finales del siglo XIX.

### Resurgimiento en elsigloXX

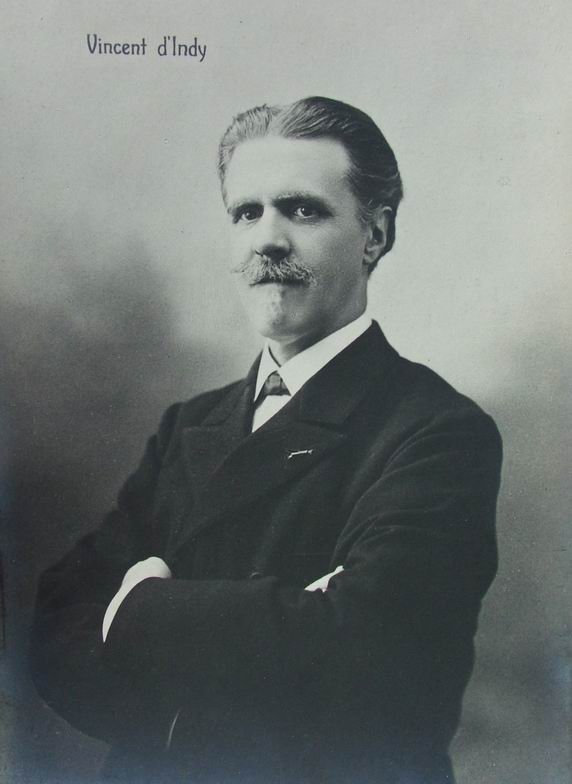
Vincent d'Indy, quien supervisó el primer renacimiento de la obra en el en 1904.

Después de años de abandono, la música de Monteverdi comenzó a atraer el interés de los historiadores de la música pioneros a finales del siglo XVIII y principios del XIX, y desde el segundo cuarto del siglo XIX en adelante se lo analiza cada vez más en trabajos académicos. En 1881, Robert Eitner publicó en Berlín una versión truncada de la partitura de La fábula de Orfeo, destinada al estudio más que a la interpretación. En 1904, el compositor Vincent d'Indy produjo una edición en francés, que comprendía sólo el segundo acto, un tercer acto abreviado y el acto cuarto. Esta edición fue la base de la primera interpretación pública de la obra en dos siglos y medio, un concierto en la Schola Cantorum de d'Indy el 25 de febrero de 1904. El distinguido escritor Romain Rolland, que estuvo presente, elogió a d'Indy por darle vida a la ópera y devolverla «a la belleza que alguna vez tuvo, liberándola de las torpes restauraciones que la han desfigurado», presumiblemente una referencia a la edición de Eitner. La edición de d'Indy fue también la base de la primera representación escénica moderna de la obra, en el Théâtre Réjane de París, el 2 de mayo de 1911.
En 1909, una edición en Milán de la partitura por parte del compositor italiano Giacomo Orefice recibió varios conciertos en Italia y en otros lugares antes y después de la Primera Guerra Mundial. Esta edición fue la base del debut de la ópera en Estados Unidos, otro concierto en el New York Met en abril de 1912. La ópera se presentó en Londres, en la edición de d'Indy, cuando se cantó con acompañamiento de piano en el Institut Français el 8 de marzo de 1924. La primera representación escénica británica, con sólo pequeños cortes, fue realizada por la Operatic Society de la Universidad de Oxford el 7 de diciembre de 1925, utilizando una edición preparada para el evento por Jack Westrup. En el londinense Saturday Review, el crítico musical Dyneley Hussey calificó la ocasión como «uno de los eventos más importantes de los últimos años»; la producción había «indicado de inmediato el reclamo de Monteverdi de figurar entre los grandes genios que han escrito música dramática». La edición de Westrup fue revivida en Londres en el Teatro Scala en diciembre de 1929, el mismo año en que la ópera recibió su primera representación teatral en Estados Unidos, en el Smith College de Northampton (Massachusetts). Las tres funciones de Scala resultaron en un desastre financiero y la ópera no se volvió a ver en Gran Bretaña durante 35 años.
Entre una oleada de nuevos montajes después de 1945 estuvo la edición de Paul Hindemith, una reconstrucción de período completo de la obra preparada en 1943, que se representó y grabó en el Festival de Viena en 1954. Esta actuación tuvo un gran impacto en el joven Nikolaus Harnoncourt y fue aclamada como una obra maestra de erudición e integridad. La primera puesta en escena de Nueva York, a cargo de la Ópera de la ciudad de Nueva York bajo la dirección de Leopold Stokowski el 29 de septiembre de 1960, vio el debut operístico estadounidense de Gérard Souzay, uno de varios barítonos que han cantado el papel de Orfeo. El teatro fue criticado por el crítico del New York Times Harold C. Schonberg porque, para dar cabida a una interpretación de la ópera contemporánea Il prigioniero de Luigi Dallapiccola, se cortó aproximadamente un tercio de Orfeo. Schonberg escribió: «Incluso el aria más grande de la ópera, "Possente spirito", tiene una barra oblicua de buen tamaño en el medio... [Orfeo] es lo suficientemente larga e importante, por no mencionar lo suficientemente bella, para haber sido la ópera de toda la noche».
A finales del siglo XX, la ópera se mostraba en todo el mundo. En España, se vio por primera vez el 23 de junio de 1955, en Barcelona, en el Jardí dels Tarongers de la Casa Bartomeu. En 1965, el Teatro de Sadler's Wells, precursor de la English National Opera (ENO), organizó la primera de muchas presentaciones de ENO que continuarían en el siglo XXI. Entre las diversas celebraciones que marcaron el 400 aniversario de la ópera en 2007 se encontraba una representación semiescenificada en el Teatro Bibbiena de Mantua, una producción a gran escala del English Bach Festival (EBF) en el Whitehall Banqueting House de Londres el 7 de febrero y una producción poco convencional de Glimmerglass Opera en Cooperstown (Nueva York), dirigida por Antony Walker y orquestada por Christopher Alden. El 6 de mayo de 2010, la BBC transmitió una representación de la ópera desde La Scala de Milán. A pesar de la renuencia de algunos grandes teatros de ópera a poner en escena La fábula de Orfeo, es una obra popular entre los principales conjuntos barrocos. Durante el período 2008 a 2010, Les Arts Florissants, con sede en Francia, bajo la dirección de William Christie, presentó la trilogía de óperas de Monteverdi (Orfeo, El regreso de Ulises a la patria y La coronación de Popea) en una serie de representaciones en el Teatro Real de Madrid.

## Historial de grabaciones
La primera grabación de La fábula de Orfeo se publicó en 1939, una versión libremente adaptada de la música de Monteverdi por Giacomo Benvenuti, a cargo de la orquesta de La Scala de Milán dirigida por Ferrucio Calusio. En 1949, para la grabación de la ópera completa de la Orquesta de la Radio de Berlín dirigida por Helmut Koch, se utilizó el nuevo medio de los discos de larga duración (LP). El advenimiento de las grabaciones LP fue, como escribió más tarde Harold C. Schonberg, un factor importante en el resurgimiento en la posguerra del interés por la música renacentista y barroca, y desde mediados de la década de 1950 las grabaciones de Orfeo se ha emitido en muchos sellos discográficos. La grabación de 1969 de Nikolaus Harnoncourt y el Concentus Musicus de Viena, utilizando la edición de Harnoncourt basada en instrumentos de época, fue elogiada por «hacer que la música de Monteverdi sonara como él la imaginaba». En 1981, Siegfried Heinrich, con el Estudio de Música Antigua de la Orquesta de Cámara de Hesse, grabó una versión que recreaba el final del libreto original de Striggio, agregando música del ballet Tirsi e Clori de Monteverdi de 1616 para las escenas de la Bacante. Entre las grabaciones más recientes, la de Emmanuelle Haïm en 2004 ha sido elogiada por su efecto dramático.

## Ediciones
Tras la publicación de la partitura de La fábula de Orfeo en 1609, el mismo editor (Ricciardo Amadino de Venecia) la volvió a publicar en 1615. Se imprimieron facsímiles de estas ediciones en 1927 y 1972 respectivamente. Desde la primera edición «moderna» de Eitner de Orfeo en 1884 y la edición interpretativa de d'Indy veinte años después, ambas versiones resumidas y adaptadas de la partitura de 1609, ha habido muchos intentos de editar y presentar la obra, no todas publicadas. La mayoría de las ediciones que siguieron a la de d'Indy hasta la época de la Segunda Guerra Mundial fueron arreglos, generalmente muy truncados, que proporcionaron una base para las representaciones en el idioma de la ópera moderna. Muchos de estos fueron obra de compositores. incluyendo Carl Orff (1923 y 1939) y Ottorino Respighi en 1935. La partitura de Orff de 1923, utilizando un texto alemán, incluía alguna instrumentación de época, un experimento que abandonó al producir su versión posterior.
En el período de posguerra, las ediciones se movieron cada vez más para reflejar las convenciones de interpretación de la época de Monteverdi. Esta tendencia fue iniciada por dos ediciones anteriores, la de Jack Westrup utilizada en las actuaciones de Oxford de 1925 y la edición completa de 1930 de Gian Francesco Malipiero, que se apega mucho al original de Monteverdi de 1609. Después de la guerra, el intento de reconstrucción de época de Hindemith de la obra fue seguido en 1955 por una edición de August Wenzinger que permaneció en uso durante muchos años. Los siguientes treinta años vieron numerosas ediciones, en su mayoría preparadas por académicos-intérpretes más que por compositores, generalmente con el objetivo de lograr la autenticidad, si no siempre la recreación completa de la instrumentación original. Estos incluyeron versiones de Raymond Leppard (1965), Denis Stevens (1967), Nikolaus Harnoncourt (1969), Jane Glover (1975), Roger Norrington (1976) y John Eliot Gardiner. Sólo los compositores Valentino Bucchi (1967), Bruno Maderna (1967) y Luciano Berio (1984) produjeron ediciones basadas en la convención de una gran orquesta moderna. En el XXI se siguen produciendo ediciones, a menudo para su uso junto con una interpretación o grabación en particular.